# La Reine de Chypre

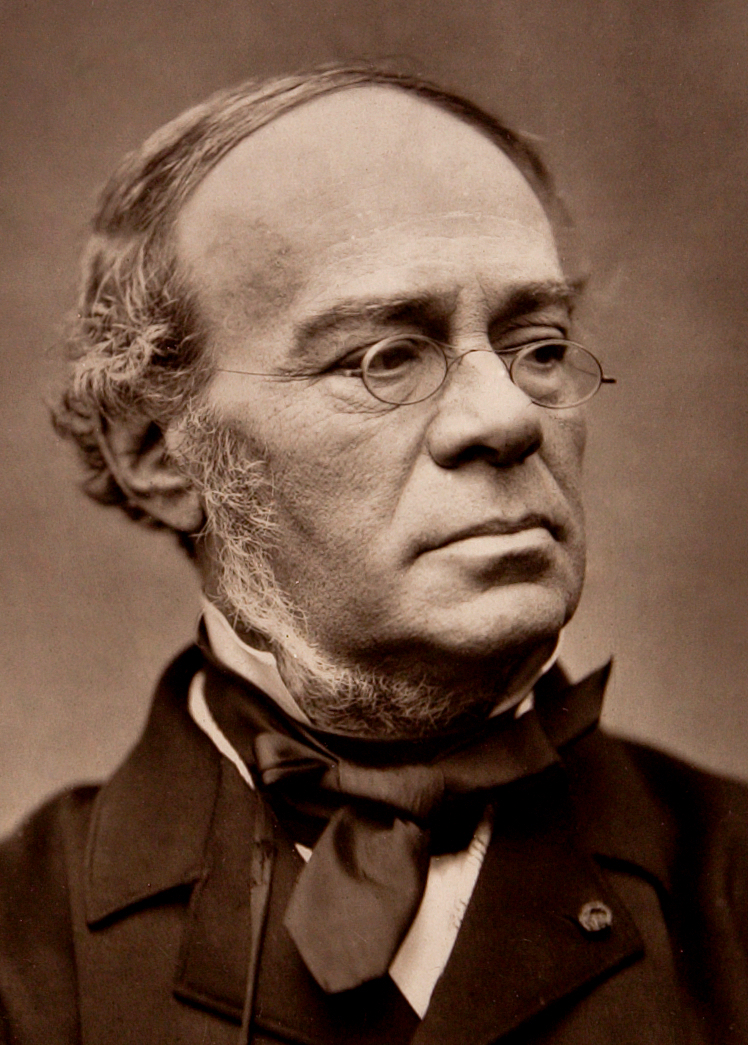
Fromental Halévy

La Reine de Chypre (Drottningen av Cypern) är en grand opéra i fem akter med musik av Jacques Fromental Halévy och libretto av Jules-Henri Vernoy de Saint-Georges.

## Uppförandehistorik
La Reine de Chypre hade premiär i Salle Le Peletier i Parisoperan den 22 december 1841 med Rosine Stoltz i titelrollen och Gilbert Duprez som Gérard. Operan ansågs på sin tid som ett av kompositörens största verk. Joseph Mazilier var koreograf och i baletten ingick Adéle Dumilâtre, Natalie Fitzjames, Pauline Leroux, Marius Petipa och Auguste Mabile. Förläggaren Maurice Schlesinger lär ha betalat den enorma summan av 30 000 francs för rättigheterna till operan.
Librettot, eller en version av det, användes av flera andra kompositörer inom en treårsperiod: Franz Lachner (1841), Michael William Balfe (1844) och Gaetano Donizetti (1843) vars Caterina Cornaro bygger på den italienska översättningen. Sedan mitten på 1800-talet har operan sällan framförts. Operan föranledde lovtal från Richard Wagner, som var närvarande vid premiären såsom korrespondent för Dresden Abend-Zeitung. Han beskrev den historiska bakgrunden i sin recension:
[...] Under den senare delen av 1400-talet, med rövargäng som härskade på ön Cypern, - då styrd av det franska huset Lusignan - tog Venedig hycklande nog en prins från det huset, vars rätt till tronen ifrågasattes av hans familj, [...], hjälpte honom till kronan och försökte att tygla honom genom att gifta bort honom med Catarina, dotter till den venetianske senatorn Andreas Cornaro. Den kungen dog snart därefter, som det antas, av gift [...] Konspiratörer dök upp för att ta ifrån den kungliga änkan regentskapet och ge det till hennes son; Catarinas obstinata vägran att ge upp maktkampen, tillsammans med hennes animerade motstånd, rubbade Venedigs planer.
Wagner tillägger att 'låt oss nu se hur Herr Saint-Georges har brukat denna historik till ett lyriskt drama i fem akter'.

## Personer
| Roller | Stämma     | Premiärbesättning, den 22 december 1841 (Dirigent: François Habeneck) |
| --- | ---------- | --------------------------------------------------------------------- |
| Andrea Cornaro, Venetiansk adelsman                                                                                   | bas        | Lucien Bouché                                                         |
| Gérard de Coucy, Fransk riddare                                                                                       | tenor      | Gilbert Duprez                                                        |
| Jacques de Lusignan, Kung av Cypern                                                                                   | baryton    | Paul Barroilhet                                                       |
| Catarina Cornaro, niece till Andrea, förlovad med kungen                                                              | kontraalt  | Rosine Stoltz                                                         |
| Mocénigo, senator, medlem av De Tios Råd                                                                              | baryton    | Jean-Étienne-Auguste Massol                                           |
| Strozzi, skurk | tenor      | François Wartel                                                       |
| Härold | basbaryton | Ferdinand Prévôt                                                      |
| Kör: Venetianska herrar och damer, Cypriotiska herrar och damer, Biskopen av Cypern, präster, vakter, hovmän, skurkar |            |                                                                       |
| |            |                                                                       |

## Handling

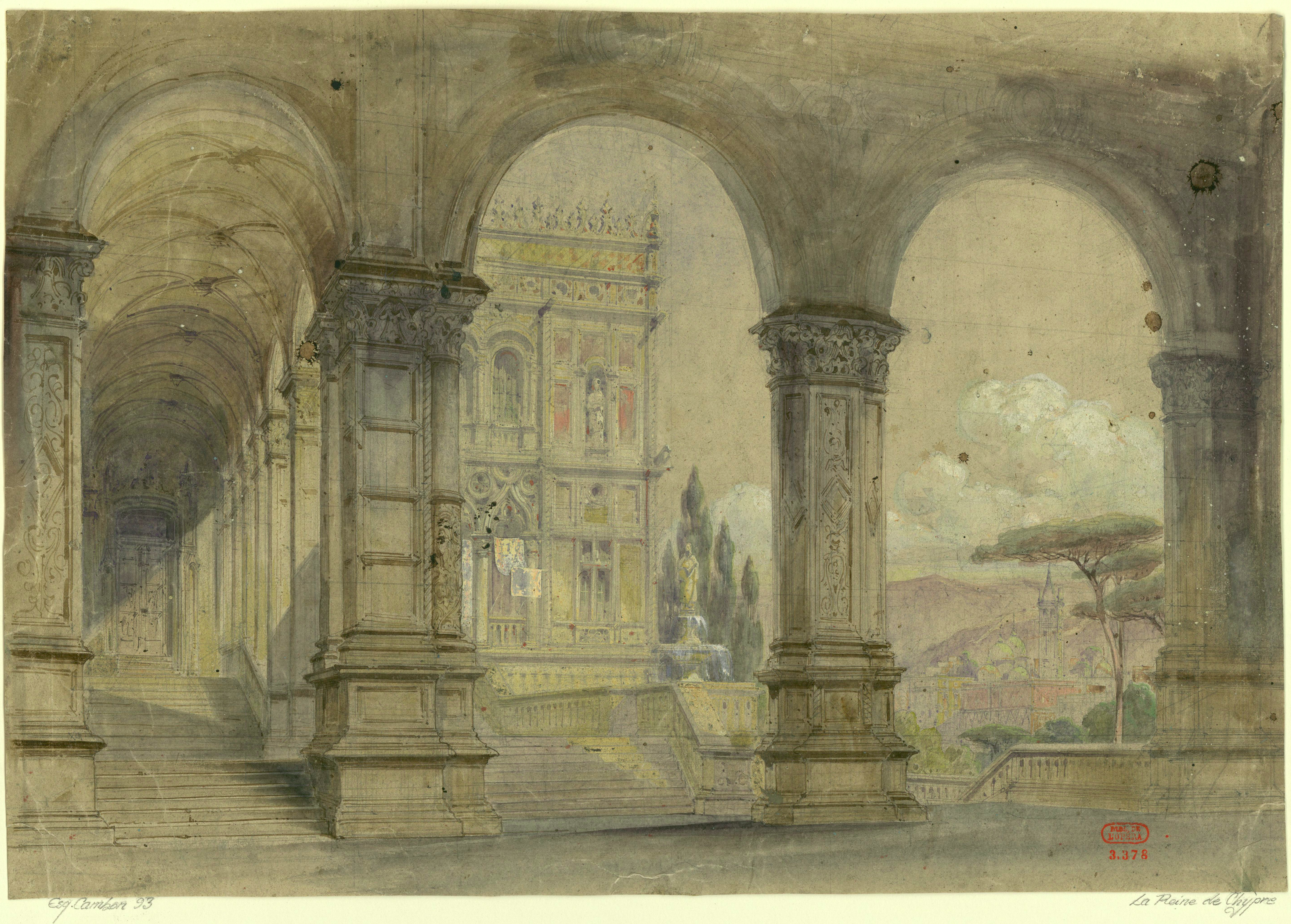
Dekor till akt I av Charles-Antoine Cambon

Tid: 1441
Plats: Venedig (Akterna 1–2); Cypern (Akterna 3-5)

### Akt 1
I Cornaros palats i Venedig är Andrea på väg att gifta bort sin dotter Catarina med Gérard. Mocenigo meddelar emellertid att beslutet från De Tios Råd är att gifta bort henne med kungen av Cypern, i annat fall hotar avrättning för Andrea. Han får en timme att bestämma sig. Andrea tar tillbaka löftet till Gérard, till alla närvarandes förfäran.

### Akt 2
Catarinas kammare. Andrea ber Catarina att förlåta honom. Han har inte mer än försvunnit då Mocenigo uppenbarar sig genom en hemlig ingång. Han har med sig en hop mördare och insisterar på att Catarina ska säga till Gérard att hon inte älskar honom, annars kommer Mocenigos män att döda honom. De försvinner genom lönndörren och Gérard kommer in. Förbryllad blir han avspisad av sin älskade. När han har gått återvänder Mocenigo och för med sig Catarina till Cypern.

### Akt 3
På Cypern festar man och inväntar Catarinas ankomst. Mocenigo får veta att Gérard smyger omkring i närheten. Han sänder ut sina svärdsmän att leta, men Gérard räddas av en främling (i själva verket kungen av Cypern som är förklädd).

Dekor till akt V, scen 2 av Charles-Antoine Cambon

### Akt 4
Vid bröllopet försöker Gérard hämnas genom att döda Catarinas make, men känner i sista sekunden igen honom som sin räddare. Kungen är lika förvånad men lyckas förhindra att Gérard lynchas av folket och fängslar honom.

### Akt 5
Två år senare. Kungen är döende och berättar att han känner till Catarinas kärlek till Gérard. Han hoppas att hon ska bli lycklig med honom. Gérard gör entré som malteserriddare - han tillkännager att kungen är förgiftad och hoppas han kan räddas. Mocenigo säger att det är för sent att rädda kungen och att Catarina måste ge honom makten. Catarina och Gérard lyckas motstå venetianarnas invasion. Mocenigo fängslas. Med sina sista krafter ger kungen kronan till Catarina.

## Kritiska kommentarer
Wagner lovordade Saint-Georges libretto för dess kompetens, trots bristen på poesi. Musiken kallade han 'nobel, känslig och till och med ny och upplyftande', emedan han var kritisk till Halévys alltmer osofistikerade orkestrering. Trots att han inte ansåg att operan nådde upp till kompositörens nivå i La Juive skrev han att 'Opéra kan gratulera sig till verkets födelse, ty det är avgjort det bästa som har hänt sedan Meyerbeers Les Huguenots '. (Denna hyllning till Meyerbeer togs bort när Wagner senare tryckte om recensionen, helt i linje med sin senare vendetta med kompositören).
George Sand, som också var närvarande på premiären, skrev till Eugène Delacroix:
"Du gjorde helt rätt gamle vän att inte gå på operan. Den var dödstrist trots spektaklets magnificens och pompa. Jag tror nog att dina tryfflar var mer inspirerande än vad La Reine de Chypre var för M. Halévy.

## Inspelningar
- La Reine de Chypre Véronique Gens (som Catarina Cornaro) Hervé Niquet 2017[9]